# Paclitaxel lié à l'albumine
 (juin 2014).
Le paclitaxel lié à une nanoparticule d'albumine est un médicament antimitotique utilisé dans le traitement du cancer du sein, le cancer du poumon et le cancer du pancréas. 
Dans cette chimiothérapie, l'albumine sérique transporte le paclitaxel.  Il est parfois appelé nab-paclitaxel (nanoparticle albumin-bound). Il est vendu sous le nom commercial Abraxane.

## Historique
Ce traitement a été approuvé par la Food and Drug Administration (FDA) en janvier 2005 et par l'Agence européenne des médicaments en janvier 2008 pour les cas de cancer du sein où le cancer n'a pas répondu à une autre chimiothérapie ou a rechuté. En juin 2010, des résultats positifs ont été publiées à partir d'une étude de phase III dans le cancer du poumon hors petites cellules de première ligne (NSCLC) comparé au paclitaxel seul, et en octobre 2012, la FDA a élargi l'utilisation pour inclure le traitement des cancers pulmonaires non à petites cellules. En septembre 2013, la FDA a approuvé Abraxane pour une utilisation dans le traitement du cancer du pancréas avancé.
Le paclitaxel lié à une nanoparticule d'albumine est approuvé en France dans le cancer du pancréas. Il attend un avis de la commission de transparence afin de recevoir sa note de Service Médical Rendu qui déterminera son mode de remboursement.
Abraxane a été développé par Abraxis BioScience comme le premier de sa classe de médicaments à utiliser l'albumine de nanoparticules lié (nab) plate-forme technologique. En 2010, Abraxis a été acheté par Celgene, qui commercialise maintenant ce médicament. Le total des revenus de la vente de ce dernier pour 2009 étaient de 314,5 millions de dollars.